# Pseudomma intermedium
Pseudomma intermedium är en kräftdjursart som beskrevs av Murano 1974. Pseudomma intermedium ingår i släktet Pseudomma och familjen Mysidae. Inga underarter finns listade i Catalogue of Life.